# الدوري البلغاري الممتاز 1974-75
الدوري البلغاري الممتاز 1974-75 (بالبلغارية: „А“ група 1974/75)‏ هو الموسم 51 من الدوري البلغاري الممتاز. أشرف على تنظيمه اتحاد بلغاريا لكرة القدم، وكان عدد الأندية المشاركة فيه 16، وفاز فيه سسكا صوفيا.